# Rumunjska nogometna reprezentacija
Rumunjska nogometna reprezentacija je nogometna reprezentacija koja predstavlja Rumunjsku, a nadležni savez je rumunjski nogometni savez. 
Rumunjska spada u samo četiri zemlje, uz Brazil, Francusku i Belgiju, koje su sudjelovale na prva tri svjetska prvenstva. 
No, nakon ta tri, kvalificrali su se samo za svjetska prvenstva održana 1970., 1990., 1994. i 1998. Njihov najbolji nastup na svjetskom prvenstvu bio je 1994., kada je Rumunjska, predvođena Gheorgheom Hagijem, došla do četvrtfinala pobijedivši Argentinu, a u tu ih je zaustavila Švedska nakon izvođenja jedanaesteraca. 

## Trenutni sastav
Rumunjski izbornik je objavio sljedeći popis igrača za Europsko prvenstvo u 2016. godini.

Broj nastupa i golova unesen poslije utakmice sa Albanijom: 19. lipnja 2016.
| Broj      | Ime i prezime igrača | Nogometni klub     | Rođen              | Nastupi | Golovi  | Visina  |         |
| Vratari   | Vratari              | Vratari            | Vratari            | Vratari | Vratari | Vratari | Vratari |
| --------- | -------------------- | ------------------ | ------------------ | ------- | ------- | ------- | ------- |
| 1         | Costel Pantilimon    | Watford            | 1. veljače 1987.   | 22      | 0       | 2.03    |         |
| 12        | Ciprian Tătărușanu   | Fiorentina         | 9. veljače 1986.   | 39      | 0       | 1.98    |         |
| 23        | Silviu Lung Jr.      | Astra Giurgiu      | 9. lipnja 1989.    | 3       | 0       | 1.89    |         |
| Obrana    |                      |                    |                    |         |         |         |         |
| 2         | Alexandru Mățel      | Dinamo Zagreb      | 17. kolovoza 1989. | 17      | 0       | 1.77    |         |
| 3         | Răzvan Raţ           | Rayo Vallecano     | 26. svibnja 1981.  | 113     | 2       | 1.78    |         |
| 4         | Cosmin Moți          | Ludogorec Razgrad  | 3. prosinca 1984.  | 8       | 0       | 1.83    |         |
| 6         | Vlad Chiricheș       | Napoli             | 14. studenog 1989. | 43      | 0       | 1.84    |         |
| 15        | Valerică Găman       | Astra Giurgiu      | 15. veljače 1989.  | 13      | 1       | 1.88    |         |
| 16        | Steliano Filip       | Dinamo Bukurešt    | 15. svibnja 1994.  | 5       | 0       | 1.74    |         |
| 21        | Dragoș Grigore       | Al-Sailiya         | 7. rujna 1986.     | 23      | 0       | 1.85    |         |
| 22        | Cristian Săpunaru    | Pandurii Târgu Jiu | 5. travnja 1984.   | 16      | 0       | 1.87    |         |
| Vezni red |                      |                    |                    |         |         |         |         |
| 5         | Ovidiu Hoban         | Hapoel Be'er Sheva | 27. prosinca 1982. | 23      | 1       | 1.82    |         |
| 7         | Alexandru Chipciu    | Steaua Bukurešt    | 18. svibnja 1989.  | 23      | 3       | 1.77    |         |
| 8         | Mihai Pintilii       | Steaua Bukurešt    | 9. studenog 1984.  | 33      | 1       | 1.80    |         |
| 10        | Nicolae Stanciu      | Steaua Bukurešt    | 7. svibnja 1983.   | 7       | 4       | 1.70    |         |
| 11        | Gabriel Torje        | Osmanlıspor        | 22. studenog 1989. | 53      | 11      | 1.67    |         |
| 17        | Lucian Sânmărtean    | Ittihad            | 13. ožujka 1980.   | 21      | 0       | 1.76    |         |
| 18        | Andrei Prepeliță     | Ludogorec Razgrad  | 30. prosinca 1994. | 12      | 0       | 1.85    |         |
| 20        | Adrian Popa          | Steaua Bukurešt    | 24. srpnja 1988.   | 16      | 1       | 1.69    |         |
| Napadači  |                      |                    |                    |         |         |         |         |
| 9         | Denis Alibec         | Astra Giurgiu      | 5. siječnja 1991.  | 6       | 1       | 1.87    |         |
| 13        | Claudiu Keșerü       | Ludogorec Razgrad  | 2. prosinca 1986.  | 14      | 5       | 1.78    |         |
| 14        | Florin Andone        | Córdoba            | 11. travnja 1993.  | 9       | 1       | 1.82    |         |
| 19        | Bogdan Stancu        | Gençlerbirliği     | 28. lipnja 1987.   | 43      | 11      | 1.82    |         |

## Statistike
| Broj | Igrač            | Godine        | Nastupi | Golovi |
| ---- | ---------------- | ------------- | ------- | ------ |
| 1    | Dorinel Munteanu | 1991. – 2007. | 134     | 16     |
| 2    | Gheorghe Hagi    | 1983. – 2000. | 124     | 35     |
| 3    | Gheorghe Popescu | 1988. – 2003. | 115     | 16     |
| 4    | Răzvan Raţ       | 2002. – 2016. | 113     | 2      |
| 5    | Ladislau Bölöni  | 1975. – 1988. | 102     | 23     |
| 6    | Dan Petrescu     | 1989. – 2000. | 95      | 12     |
| 7    | Bogdan Stelea    | 1988. – 2005. | 91      | 0      |
| 8    | Michael Klein    | 1981. – 1991. | 89      | 5      |
| 9    | Bogdan Lobonţ    | 1998. – 2014. | 85      | 0      |
| 0 10 | Mircea Rednic    | 1981. – 1991. | 83      | 2      |
| 0 10 | Marius Lăcătuș   | 1984. – 1998. | 83      | 13     |

| Broj | Igrač             | Godine        | Golovi | Nastupi |
| ---- | ----------------- | ------------- | ------ | ------- |
| 01   | Adrian Mutu       | 2000. – 2013. | 35     | 77      |
| 01   | Gheorghe Hagi     | 1983. – 2000. | 35     | 124     |
| 3    | Iuliu Bodola      | 1931. – 1939. | 41     | 48      |
| 04   | Viorel Moldovan   | 1993. – 2005. | 25     | 70      |
| 04   | Ciprian Marica    | 2003. – 2014. | 25     | 72      |
| 6    | Ladislau Bölöni   | 1975. – 1988. | 23     | 102     |
| 07   | Florin Răducioiu  | 1990. – 1996. | 21     | 40      |
| 07   | Dudu Georgescu    | 1973. – 1984. | 21     | 40      |
| 07   | Anghel Iordănescu | 1971. – 1981. | 21     | 57      |
| 07   | Rodion Cămătaru   | 1978. – 1990. | 21     | 73      |

## Uspjesi na velikim natjecanjima
| Prvenstvo                    | Rezultat              |
| ---------------------------- | --------------------- |
| Urugvaj 1930.                | Grupna faza           |
| Italija 1934.                | Osmina finala         |
| Francuska 1938.              | Osmina finala         |
| Brazil 1950.                 | Nije sudjelovala      |
| Švicarska 1954.              | Nije se kvalificirala |
| Švedska 1958.                | Nije se kvalificirala |
| Čile 1962.                   | Nije se kvalificirala |
| Engleska 1966.               | Nije se kvalificirala |
| Meksiko 1970.                | Grupna faza           |
| SR Njemačka 1974.            | Nije se kvalificirala |
| Argentina 1978.              | Nije se kvalificirala |
| Španjolska 1982.             | Nije se kvalificirala |
| Meksiko 1986.                | Nije se kvalificirala |
| Italija 1990.                | Osmina finala         |
| SAD 1994.                    | Četvrtfinale          |
| Francuska 1998.              | Osmina finala         |
| Južna Koreja i Japan 2002.   | Nije se kvalificirala |
| Njemačka 2006.               | Nije se kvalificirala |
| Južnoafrička Republika 2010. | Nije se kvalificirala |
| Brazil 2014.                 | Nije se kvalificirala |
| Rusija 2018.                 | Nije se kvalificirala |

| Prvenstvo                  | Rezultat              |
| -------------------------- | --------------------- |
| Francuska 1960.            | Nije se kvalificirala |
| Španjolska 1964.           | Nije se kvalificirala |
| Italija 1968.              | Nije se kvalificirala |
| Belgija 1972.              | Nije se kvalificirala |
| Jugoslavija 1976.          | Nije se kvalificirala |
| Italija 1980.              | Nije se kvalificirala |
| Francuska 1984.            | Grupna faza           |
| SR Njemačka 1988.          | Nije se kvalificirala |
| Švedska 1992.              | Nije se kvalificirala |
| Engleska 1996.             | Grupna faza           |
| Belgija i Nizozemska 2000. | Četvrtfinale          |
| Portugal 2004.             | Nije se kvalificirala |
| Austrija i Švicarska 2008. | Grupna faza           |
| Poljska i Ukrajina 2012.   | Nije se kvalificirala |
| Francuska 2016.            | Grupna faza           |
| Europa 2020.               | –                     |

## Izbornici
| - Teofil Moraru 1922. – 1923. - Costel Rădulescu 1923. - Adrian Suciu 1923. – 1924. - Teofil Moraru 1924. – 1928. - Costel Rădulescu 1928. – 1934. - Josef Uridil 1934. - Alexandru Săvulescu 1934. – 1935. - Costel Rădulescu 1935. – 1938. - Alexandru Săvulescu 1938. - Liviu Iuga 1938. – 1939. - Virgil Economu 1939. – 1940. - Liviu Iuga 1940. - Virgil Economu 1941. – 1942. - Jean Lăpuşneanu 1942. – 1943. - Emerich Vogl 1942. – 1943. - Coloman Braun-Bogdan 1945. - Virgil Economu 1946. - Colea Vâlcov 1947. - Emerich Vogl 1947. - Francisc Ronnay 1947. | - Emerich Vogl 1947. - Colea Vâlcov 1948. - Petre Steinbach 1948. - Iuliu Baratky 1948. - Emerich Vogl 1948. - Colea Vâlcov 1949. - Emerich Vogl 1949. - Ion Mihăilescu 1949. - Gheorghe Albu 1950. - Volodea Vâlcov 1950. - Emerich Vogl 1950. – 1951. - Gheorghe Popescu I 1951. – 1957. - Augustin Botescu 1958. – 1960. - Gheorghe Popescu I 1961. - Constantin Teaşcă 1962. - Gheorghe Popescu I 1962. - Silviu Ploeşteanu 1962. – 1964. - Valentin Stănescu 1964. - Silviu Ploeşteanu 1964. - Ilie Oană 1965. – 1966. | - Valentin Stănescu 1967. - Ilie Oană 1967. - Angelo Niculescu 1967. - Constantin Teaşcă 1967. - Angelo Niculescu 1967. – 1970. - Valentin Stănescu 1971. - Angelo Niculescu 1971. - Valentin Stănescu 1971. - Angelo Niculescu 1971. - Valentin Stănescu 1971. - Angelo Niculescu 1971. - Gheorghe Ola 1972. - Angelo Niculescu 1972. - Gheorghe Ola 1972. - Angelo Niculescu 1972. - Gheorghe Ola 1972. - Valentin Stănescu 1973. – 1975. - Cornel Drăguşin 1975. - Stefan Kovacs 1976. – 1979. - Florin Halagian 1979. | - Constantin Cernăianu 1979. - Stefan Kovacs 1980. - Valentin Stănescu 1980. – 1981. - Mircea Lucescu 1981. – 1986. - Emerich Jenei 1986. – 1990. - Gheorghe Constantin 1990. - Mircea Rădulescu 1990. – 1992. - Cornel Dinu 1992. – 1993. - Anghel Iordănescu 1993. – 1998. - Victor Piţurcă 1998. – 1999. - Emerich Jenei 2000. - Ladislau Bölöni 2000. – 2001. - Gheorghe Hagi 2001. – 2002. - Anghel Iordănescu 2002. – 2004. - Victor Piţurcă 2005. – 2009. - Răzvan Lucescu 2009. – 2011. - Victor Pițurcă 2011. – 2014. - Anghel Iordănescu 2014. – 2016. - Christoph Daum 2016. – 2017. - Comin Contra 2017. – 2019. - Mirel Rădoi 2019.– |